# Даян Едвардс
Даян Едвардс (англ. Dianne Edwards; нар. 1942) — британська вчена-палеонтологиня.

## Біографія
Даян Едвардс народилася у 1942 році у місті Суонсі. У дитинстві вона провела багато часу у бунгало своїх батьків на півострові Гауер.
Дослідження Едвардс були зосереджені на викопних рештках рослин, в основному з Великої Британії. Її інтерес до викопних решток виник після вивчення залишків рослин, збережених у мінералі пірит.
Її подальші роботи були зосередженні на дослідженні Райнієвих кременів та вугільних копалин, великих та мікроскопічних, з валлійських прикордонних територій та південного Уельсу.
Даян Едвардс є професоркою-дослідницею Кардіффського університету.
Її діяльність також пов'язана із Китаєм, вона досліджує викопні рештки з цієї країни та є консультанткою у Пекінському природознавчому музеї.

## Почесті
- Член Лондонського королівського товариства з 1996 року[9].
- Кураторка Музею природознавства, Лондон)[11].
- Нагороджена медаллю Лаєлля у 2004 році[12].
- Нагороджена медаллю Ліннея у 2010 році
- Співзасновниця та член Наукового товариства Уельсу[13], у липні 2010 року була призначена інавгураційною віцепрезиденткою з питань науки, техніки та медицини.
- президент Лондонського Ліннеївського товариства у 2012–2015 роках.
- Докторка філософії honoris causa факультету науки та технологій Уппсальського університету з 2014 року[14].

## Окремі наукові праці[15]

### Книги
- Edwards, D., Spears, P. and Channing, A. 2011. Flowering Plant Families at the National Botanic Garden of Wales Based on the Classification System of the Angiosperm Phylogeny Group. London: FIRST.
- Gensel, P. and Edwards, D. eds. 2001. Plants invade the land: evolutionary & environmental perspectives. Critical Moments and Perspectives in Earth History and Paleobiology. New York: Columbia University Press.
- Lees, D. R. and Edwards, D. eds. 1993. Evolutionary Patterns and Processes. Linnean Society Symposium Series, Vol. 14. London: Academic Press.
- Dick, M. W. and Edwards, D. eds. 1983. Contributions to Palaeontology: Retirement Tribute to Professor W. S. Lacey. London: Academic Press Inc. (The Linnean Society of London).
- Bassett, M. G. and Edwards, D. 1982. Fossil Plants from Wales. Geological Series, Vol. 2. Cardiff: National Museum of Wales.